# The Mask (film 1994)
The Mask è un film del 1994 diretto da Chuck Russell, tratto liberamente dall'omonimo personaggio dei fumetti creato nel 1989 da John Arcudi e Doug Mahnke. La sceneggiatura è di Mike Werb, il soggetto è di Michael Fallon e Mark Verheiden, mentre il montaggio è stato affidato ad Arthur Coburn.
Interpretata come una satira sul doppio, la storia di The Mask può essere considerata una rilettura postmoderna del romanzo Lo strano caso del dottor Jekyll e del signor Hyde di Robert Louis Stevenson. Interpretato da Jim Carrey e Cameron Diaz (al suo debutto cinematografico), il film ottenne un tale successo da portare l'anno successivo alla realizzazione di una serie televisiva animata e di un videogioco con lo stesso nome. Nel 2005 è stato realizzato un seguito a sé stante, The Mask 2, che ha avuto però molto meno successo di pubblico e di critica.
Il film è uscito il 29 luglio 1994 da New Line Cinema, diventando un successo di critica e commerciale. Ha incassato oltre $ 351 milioni con un budget di $ 18-23 milioni, e ha anche influenzato la rinascita della musica swing negli anni novanta. Il film ha cementato la reputazione di Carrey come attore importante del decennio e ha stabilito Diaz come protagonista.
È noto anche col titolo The Mask - Da zero a mito; il sottotitolo deriva dalla tagline dell'epoca (in inglese "From zero to hero").

## Trama
Un sommozzatore, che svolge attività subacquee al largo della costa della città, apre un'antica scatola di metallo che è stata sul fondo del mare per secoli, ma mentre tenta di aprirla viene travolto da un grosso tubo di metallo, e dalla scatola esce una maschera di legno che viene trasportata dalla marea verso la città.
Stanley Ipkiss è un bancario mite e generoso ma anche sfortunato, timido e imbranato con le donne, com'è vessato dall'arcigna padrona di casa, la signora Peenman, e dal suo capoufficio. Stanley è amante dei cartoni animati, vive con il cagnetto Milo e il suo unico amico è il collega Charlie Schumaker.
Un giorno entra in banca la bellissima e sensibile cantante Tina Carlyle con l'intenzione di aprire un conto, apparentemente attratta da Stanley, ma la donna in realtà sta filmando l'interno della banca per favorire la rapina del suo fidanzato gangster, Dorian Tyrell, che necessita di fondi per spodestare il suo boss, Niko. Charlie invita Stanley al "Coco Bongo Club" per una serata con due ragazze ma, per un malinteso, non riesce a entrare nel locale e, tornando a casa, l'auto sostitutiva malridotta che gli era stata prestata si guasta definitivamente. Mentre guarda sconsolato giù da un ponte, scorge una figura umanoide nelle acque e tenta di salvarla, ma scopre che è un mucchio di immondizia con un'antica maschera di legno. Dopo essere tornato nel suo appartamento e aver indossato casualmente la maschera, si trasforma in un piantagrane in zoot suit e dalla faccia verde noto come la Maschera, dotato di invulnerabilità fisica e superpoteri di cartone animato che violano le leggi della fisica e della realtà, seppure con una sanità mentale minata. Con ritrovata fiducia in questa forma, Stanley si abbandona a una furia comica, spaventando la signora Peenman ed umiliando una banda di teppisti e la coppia di meccanici che gli hanno dato l'auto difettosa.
Il mattino dopo, Stanley riceve la visita del tenente Kellaway, che indaga sugli atti di vandalismo della Maschera e nota il suo bizzarro pigiama. Al lavoro, Stanley viene avvicinato anche dalla giornalista Peggy Brandt, a caccia di notizie, dopodiché scopre che Tina fa la cantante al Coco Bongo; Stanley quindi, dopo un'iniziale riluttanza, decide di tornare al locale in serata sotto forma di Maschera con l'intenzione di conquistare la donna, ma non avendo denaro per la serata, rapina la banca in cui lavora, ridicolizzando i gangster di Tyrell, che avevano la stessa intenzione. Al locale la Maschera balla con Tina, proprio mentre i gangster di Dorian lo riconoscono e riesce a scappare da uno scontro a fuoco con loro, perdendo però un pezzo di cravatta che si trasforma in pigiama. In seguito arriva Kellaway, che arresta Dorian e i suoi uomini con l'accusa di aver compiuto la rapina alla banca; trovando sulla scena il brandello di pigiama, l'ispettore inizia a sospettare che Ipkiss sia coinvolto.
Il mattino successivo, Kellaway interroga nuovamente Stanley, ma non ne ricava alcuna informazione, mentre Tina torna alla banca per parlare con il bancario e i due si accordano per fare incontrare la Maschera con la donna al tramonto. Nel pomeriggio, Stanley parla con il dottor Arthur Neuman, uno psichiatra che ha pubblicato un libro sulle maschere, e deduce che la maschera potrebbe essere una creazione di Loki, il malvagio dio norvegese delle malefatte, e che i suoi poteri sono attivi solo di notte. Quella sera, Stanley si incontra con Tina al parco sotto forma di Maschera, ma la polizia della città, che lo ha pedinato, gli tende un'imboscata, ma lui riesce grazie ai poteri della maschera a ipnotizzare i poliziotti facendoli ballare con lui in uno spettacolo di canto e ballo lasciandoli umiliati per poi svignarsela venendo salvato da Peggy giunta sul posto. Una volta al sicuro però la giornalista si rivela essere in combutta con Dorian, che sequestra Stanley e indossa la maschera, diventando ancor più malevolo, per poi inviare i suoi scagnozzi a recuperare il denaro rubato a casa del bancario; Stanley in seguito viene consegnato alla polizia come capro espiatorio e passa la notte in prigione, mentre il cane Milo attende fedele il padrone fuori dalla prigione.
Il giorno dopo Stanley riceve la visita di Tina in prigione, che lo ringrazia per averla trattata come una persona e non come un oggetto, rivelando di essere sinceramente attratta dal suo essere gentile e romantico. Qui la Tina gli domanda come funziona la maschera poiché avendola usata precedentemente lui stesso la conosce meglio e quindi se esiste un punto debole da usare contro Dorian qualora divenisse troppo pericoloso. A tutti gli effetti Stanley non sa come funzionano i poteri dell'artefatto ma ha compreso che la maschera agisce in base all'animo delle persone tirando fuori i desideri più nascosti di chi la indossa nel suo caso un cartoonesco personaggio comico un po' svalvolato ma amichevole nel caso invece di Dorian un essere infido, malevolo e omicida. Tina, su richiesta di Stanley, cerca di lasciare la città per evitare che Dorian possa farle del male, ma viene intercettata dal gangster. Stanley vede la scena dalla sua cella e grazie a Milo, riesce ad evadere di prigione sequestrando Kellaway. Nel mentre Dorian, indossata la maschera, raggiunge il Coco Bongo, uccide il rivale Niko e fa piazzare una bomba a orologeria per distruggere il club con Tina legata all ordigno. Poco dopo arrivano Stanley, Kellaway e Milo; mentre Kellaway rimane in auto per chiamare rinforzi, Stanley si infiltra nel club per tentare di salvare la situazione, ma anche lui viene catturato. Tina manipola astutamente Dorian e gli rimuove la maschera, che viene recuperata e indossata da Milo, che si fa strada tra gli scagnozzi grazie ai suoi poteri; dopodiché Stanley recupera la maschera, usa i suoi poteri per ingoiare la bomba pochi secondi prima che esploda e scarica Dorian nello scarico della fontana ornamentale del club. Inoltre, grazie all'intervento del sindaco, Stanley riesce ad evitare il ritorno in prigione e Kellaway si limita ad arrestare gli sgherri di Dorian.
Il mattino dopo, Stanley, scagionato e più sicuro, torna al ponte del porto con Tina. La donna butta la maschera nel fiume e i due si scambiano un bacio: Charlie, dal canto suo, si butta in acqua per cercare di recuperare il cimelio ma Milo lo anticipa e gliela porta via, per la disperazione dell'uomo.

## Cast
- Jim Carrey è Stanley Ipkiss, il protagonista del film. È un giovane bancario dal carattere simpatico, di buon cuore e burlone ma piuttosto sfortunato e goffo tanto da non riuscire ad avere relazioni sentimentali con le donne. Piu avanti però Stanley scopre l'esistenza di una maschera magica e quando la indossa si trasforma in una sorta di cartone animato vivente dalla testa verde, sempre in vestiti anni quaranta, con la capacità di cambiare il suo aspetto. Questi non è altro che la manifestazione dei suoi pensieri e delle sue fantasie. È follemente innamorato di Tina, con cui si fidanzerà alla fine del film.
- Cameron Diaz è Tina Carlyle, la protagonista femminile del film. È fidanzata con Dorian Tyrell, ma colpita dai modi gentili di Stanley, comincia a provare attrazione nei suoi confronti. Quando quest’ultimo la corteggia, lei lo aiuta a sconfiggere Tyrell e in seguito si fidanzano. Prima di Cameron Diaz, avevano fatto il provino attrici come Vanessa L. Williams e Kristy Swanson. C'era stata anche un'offerta per Anna Nicole Smith.
- Peter Greene è Dorian Tyrell, il principale antagonista del film. Un mafioso che vuole uccidere il suo superiore. È completamente sadico, spietato, cinico, manipolatore, avido, ambizioso, spregevole, arrogante, egoista e paranoico. Quando Dorian indossa la maschera, diventa una mostruosa parodia di un gangster, simile a un orco con un fisico massiccio.
- Orestes Matacena è Niko, il boss mafioso di Edge City e proprietario del Coco Bongo Club. Viene perseguito per molto tempo dal tenente Kellaway ma alla fine viene ucciso da Dorian. Nella versione originale è di origini greche, grazie al doppiaggio diventa un classico mafioso dall'accento siciliano.
- Peter Riegert è il tenente Mitch Kellaway, un detective della polizia della città di Edge. Integerrimo, fedele alla legge, cinico e ottuso; ritiene che ci sia Ipkiss dietro a tutti gli strani fenomeni che stanno sconvolgendo la città.
- Jim Doughan è il detective Doyle, partner del tenente Kellaway. Grassottello, simpatico, bonario, amichevole, goloso e non troppo intelligente; non è certo il miglior poliziotto del suo distretto.
- Richard Jeni è Charlie Schumaker, un collega di lavoro e amico di Stanley.
- Amy Yasbeck è Peggy Brandt, una giornalista che aiuta a fuggire Stanley da Mitch Kellaway e dalla polizia ma poi lo tradisce. In origine il personaggio di Peggy doveva essere assassinato da Dorian dopo che quest'ultimo era entrato in possesso della maschera. Il regista Chuck Russell tagliò però questa scena con un occhio di riguardo su Peggy, che in seguito doveva comparire nel sequel (anche se questa idea fallì quando Carrey rifiutò il ritorno). Peggy Brandt compare anche nella serie animata.
- Jeremy Roberts è Bobby The Bouncer, una delle guardie del corpo di Dorian Tyrell che lavora come buttafuori del Coco Bongo Club.
- Ben Stein è il dottor Arthur Neuman, uno psicologo che racconta a Stanley circa il dio Loki, divinità della notte che ha a che fare con la maschera. È l'autore di un libro, La Maschera Che Portiamo (The Masks We Wear), maschera che però l'uomo intendeva in senso metaforico, ignaro della funzione della maschera di Loki nel film.
- Ivory Ocean è Tilton Mitchell, il sindaco della città di Edge. Salva Stanley dalla prigione dopo averlo visto salvare lui e le altre persone all'interno del Coco Bongo.
- Reg E. Cathey è Freeze, guardia del corpo, socio alla pari e amico di Dorian Tyrell. Freeze viene ucciso dalla polizia durante un colpo in banca andato male a causa di Mask, dando ragione a Dorian nel cercare vendetta. Sembra essere un grande esperto di colpi in banca da professionista, tanto da essere noto nel giro con il soprannome de "Il Dottore".
- Rodney M. Dennis è Doc, uno degli scagnozzi di Tyrell.
- Denis Forest è Sweet Eddy, uno degli scagnozzi di Tyrell.
- Eamonn Roche è il signor Dickey, il capo di Stanley e di Charlie, malgrado la sua giovane età. È un uomo arrogante, prepotente, irascibile che non manca mai di rimproverare e prendersela con Ipkiss per ogni minima sciocchezza. Da un discorso di Ipkiss (fatto dopo che inizia a prendere più fiducia in se stesso), sembra che Dickey venga da una famiglia estremamente benestante, sia viziato e rubi i soldi dell'azienda all'insaputa di suo padre che gli toglierebbe tutto se ciò venisse scoperto; e oltre a ciò è anche un evasore fiscale.
- Nancy Fish è la signora Peenman, la vicina e padrona di casa di Stanley. È una donna zitella, vecchia, brutta, odiosa, antipatica, irritabile, con la pessima abitudine di urlare sempre e con comportamenti estremamente violenti (difatti la prima volta che incontra Ipkiss nelle vesti di Mask, non esita a sparargli addosso con un fucile a pompa, mancandolo a causa della sovrumana agilità di quest'ultimo).
- Nils Allen Stewart è Orlando, uno degli scagnozzi di Tyrell.
- Blake Clark è Murray, il capo di Peggy.

## Produzione
Il budget del film è stato di circa $18.000.000.
Inizialmente il titolo italiano del film avrebbe dovuto essere The Mask - Dalle stalle alle stelle, come si può sentire nel primo trailer italiano.

### Riprese
Il film è stato interamente girato in California tra agosto e ottobre del 1993 e tra le location si possono ricordare:
- la Fire Station No. 23 (una famosa stazione dei Vigili del Fuoco di Los Angeles), l'officina meccanica;
- l'Ambassador Hotel, il Coco Bongo Club;
- il Los Angeles City Hall, per gli esterni della stazione di polizia;
- San Pedro Bay, dove il protagonista trova la maschera nel fiume sottostante il ponte;
- le Spring Street Towers, per le scene della banca.

### Colonna sonora
1. Cuban Pete (C & C Pop Radio edit) - Jim Carrey
2. Who's That Man - Xscape
3. This Business of Love - Domino
4. Bounce Around - Tony! Toni! Toné!
5. (I Could Only) Whisper Your Name - Harry Connick, Jr.
6. You Would Be My Baby - Vanessa Williams
7. Hi De Ho - K7
8. Let the Good Times Roll - Fishbone
9. Straight Up - The Brian Setzer Orchestra
10. Hey! Pachuco! - Royal Crown Revue
11. Gee Baby, Ain't I Good To You - Susan Boyd
12. Cuban Pete (Arkin Movie Mix) - Jim Carrey

## Distribuzione
- Stati Uniti - Venerdì, 29 luglio 1994
- Israele - Venerdì, 12 agosto 1994
- Taiwan - Venerdì, 12 agosto 1994
- Corea del Sud - Sabato, 20 agosto 1994
- Singapore - Giovedì, 1º settembre 1994
- Thailandia - Venerdì, 9 settembre 1994
- Regno Unito - Lunedì, 19 settembre 1994
- Malaysia - Giovedì, 22 settembre 1994
- Islanda - Mercoledì, 19 ottobre 1994
- Paesi Bassi - Giovedì, 20 ottobre 1994
- Francia - Mercoledì, 26 ottobre 1994
- Hong Kong - Giovedì, 27 ottobre 1994
- Svizzera - Venerdì, 28 ottobre 1994
- Norvegia - Venerdì, 11 novembre 1994
- Filippine - Mercoledì, 23 novembre 1994
- Germania - Giovedì, 24 novembre 1994
- Spagna - Venerdì, 25 novembre 1994
- Messico - Venerdì, 25 novembre 1994
- Australia - Giovedì, 8 dicembre 1994
- Repubblica Dominicana - Sabato, 10 dicembre 1994
- Ecuador - Mercoledì, 14 dicembre 1994
- Italia - Venerdì, 16 dicembre 1994
- Nuova Zelanda - Venerdì, 16 dicembre 1994
- Belgio - Mercoledì, 21 dicembre 1994
- Venezuela - Mercoledì, 21 dicembre 1994
- Brasile - Venerdì, 23 dicembre 1994
- Colombia - Venerdì, 23 dicembre 1994
- Finlandia - Venerdì, 23 dicembre 1994
- Turchia - Venerdì, 23 dicembre 1994
- Cile - Domenica, 25 dicembre 1994

- Danimarca - Domenica, 25 dicembre 1994
- Svezia - Domenica, 25 dicembre 1994
- Polonia - Lunedì, 26 dicembre 1994
- Argentina - Domenica, 1º gennaio 1995
- Indonesia - Martedì, 3 gennaio 1995
- Russia - Lunedì, 16 gennaio 1995
- Perù - Venerdì, 20 gennaio 1995
- Grecia - Venerdì, 10 febbraio 1995
- Portogallo - Venerdì 10 febbraio 1995
- Slovenia - Giovedì, 16 febbraio 1995
- Giappone - Sabato, 25 febbraio 1995
- Croazia - Giovedì, 2 marzo 1995
- Slovacchia - Giovedì, 2 marzo 1995
- Repubblica Ceca - Giovedì, 2 marzo 1995
- Sudafrica - Venerdì, 17 marzo 1995
- Estonia - Lunedì, 20 marzo 1995
- Lettonia - Lunedì, 20 marzo 1995
- Lituania - Lunedì, 20 marzo 1995
- Ungheria - Giovedì, Marzo 23, 1995
- Costa Rica - Venerdì 28 aprile 1995
- El Salvador - Venerdì, 28 aprile 1995
- Guatemala - Venerdì, 28 aprile 1995
- Honduras - Venerdì, 28 aprile 1995
- Nicaragua - Venerdì, 28 aprile 1995
- Panama - Venerdì, 28 aprile 1995
- Bulgaria - Venerdì, 12 maggio 1995
- Bolivia - Giovedì, 1º luglio 1995
- Romania - Venerdì, 7 luglio 1995
- Egitto - Lunedì, 17 luglio 1995
- India - Venerdì, 8 settembre 1995

## Accoglienza

### Incassi
Il film è stato un successo al botteghino, incassando $ 119 milioni a livello nazionale e oltre $ 350 milioni in tutto il mondo, diventando il secondo film di supereroi con il maggior incasso in quel momento, dietro Batman. In termini di lordo globale rispetto al budget, è stato il film più redditizio di tutti i tempi basato sui fumetti. The Mask è uno dei tre film con Carrey (gli altri sono Ace Ventura - L'acchiappanimali e Scemo & più scemo) usciti nel 1994 che hanno contribuito a lanciare l'attore verso la superstar; The Mask è stato il maggior successo di questi tre film sia dal punto di vista critico che commerciale.

### Critica
Rotten Tomatoes dà al film un punteggio di approvazione "certificato fresco" dell'80% sulla base delle recensioni di 56 critici, con una valutazione media di 6,5/10. Il consenso del sito afferma: "Forse fallisce tanto spesso quanto colpisce, ma la magniloquenza maniacale di Jim Carrey, il fascino appariscente di Cameron Diaz e l'esuberanza cartoonesca del film nel suo complesso tengono a galla The Mask". Metacritic gli ha assegnato un punteggio medio ponderato di 59 su 100 sulla base delle recensioni di 12 critici, indicando "recensioni contrastanti o nella media". Il pubblico intervistato da CinemaScore ha assegnato al film un voto medio di "B+" su una scala da A+ a F.
Nel programma televisivo Siskel & Ebert & the Movies, la coppia di critici Gene Siskel e Roger Ebert ha dato al film "due pollici in su". Ebert, a sua volta critico del Chicago Sun-Times, ha assegnato al film 3 stelle su 4, notando Jim Carrey per la sua "interpretazione gioiosa".

## Altri media
Un anno dopo l'uscita del film furono prodotti la serie televisiva animata The Mask e il videogioco The Mask. La Hasbro ha inoltre realizzato delle action figure e pupazzi sui personaggi del film.

## Sequel
Nel 2005 è stato realizzato un seguito a sé stante, The Mask 2 (Son of the Mask), che ha avuto però molto meno successo di pubblico e di critica, tanto da venire candidato ai Razzie Awards 2005 con 7 nomination.

## Riconoscimenti
- 1995 - Premio Oscar
  - Nomination Migliori effetti speciali a Scott Squires, Steve Williams, Tom Bertino e Jon Farhat
- 1995 - Golden Globe
  - Nomination Miglior attore in un film commedia o musicale a Jim Carrey
- 1995 - Premio BAFTA
  - Nomination Miglior trucco a Greg Cannom e Sheryl Ptak
  - Nomination Migliore scenografia a Craig Stearns
  - Nomination Miglior effetti speciali a Scott Squires, Steve Williams, Tom Bertino e Jon Farhat
- 1995 - Saturn Award
  - Nomination Miglior film fantasy
  - Nomination Miglior costumi a Ha Nguyen
  - Nomination Miglior trucco a Greg Cannom
- 1995 - MTV Movie Awards
  - Nomination Attrice più attraente a Cameron Diaz
  - Nomination Miglior performance comica a Jim Carrey
  - Nomination Miglior performance rivelazione a Cameron Diaz
  - Nomination Miglior sequenza di ballo a Jim Carrey e Cameron Diaz
- 1994 - Chicago Film Critics Association Award
  - Nomination Attore più promettente a Jim Carrey
- 1995 - Premio Hugo
  - Nomination Miglior rappresentazione drammatica a Chuck Russell, Mike Werb, Michael Fallon e Mark Verheiden
- 1995 - MTV Video Music Awards
  - Nomination Miglior video a Jim Carrey
- 1995 - BMI Film & TV Award
  - Miglior colonna sonora a Randy Edelman
- 1995 - Artios Award
  - Nomination Miglior casting per un film commedia a Fern Champion e Mark Paladini
- 1995 - Festival internazionale del cinema di Porto
  - Nomination Miglior film fantasy a Chuck Russell
- 1995 - Nickelodeon Kids' Choice Awards
  - Star animale preferita a Milo
  - Attore protagonista preferito a Jim Carrey
- 1995 - London Critics Circle Film Awards
  - Esordiente dell'anno a Jim Carrey
- 1995 - American Choreography Award
  - Miglior coreografia a Jerry Evans
- 1994 - Awards Circuit Community Awards
  - Nomination Migliori effetti visivi
- 1994 - Catalonian International Film Festival
  - Migliori effetti speciali a Ken Ralston, Greg Cannom
  - Nomination Miglior film a Chuck Russell